# Pullinkinjärvet
Pullinkinjärvet är en sjö i Övertorneå kommun i Norrbotten och ingår i Torneälvens huvudavrinningsområde. Sjön har en area på 0,0432 kvadratkilometer och ligger 160,1 meter över havet.

## Delavrinningsområde
Pullinkinjärvet ingår i det delavrinningsområde (742011-185069) som SMHI kallar för Inloppet i Kuittasjärvi. Medelhöjden är 147 meter över havet och ytan är 17,73 kvadratkilometer. Räknas de 16 avrinningsområdena uppströms in blir den ackumulerade arean 207,19 kvadratkilometer. Kuittasjoki (Jylhäjoki) som avvattnar avrinningsområdet har biflödesordning 2, vilket innebär att vattnet flödar genom totalt 2 vattendrag innan det når havet efter 121 kilometer. Avrinningsområdet består mestadels av skog (94 procent). Avrinningsområdet har 0,05 kvadratkilometer vattenytor vilket ger det en sjöprocent på 0,3 procent.